# Euseius baetae
Euseius baetae är en spindeldjursart som först beskrevs av Meyer och Rodrigues 1966.  Euseius baetae ingår i släktet Euseius och familjen Phytoseiidae. Inga underarter finns listade i Catalogue of Life.